# Новоильиновка (Хабаровский край)
Новоильи́новка — село в Комсомольском районе Хабаровского края. Административный центр и единственный населённый пункт сельского поселения «Село Новоильиновка».

## География
Расположено село на правом берегу реки Амур, в 183 км от города Комсомольска-на-Амуре. Поселение расположено на правом берегу
р. Амур в 148 км вниз по течению от города Комсомольска-на-Амуре. На территории поселения особо охраняемых территорий нет. Близлежащих разведанных месторождений полезных ископаемых не имеется.
В современных границах площадь сельского поселения «Село Новоильиновка» составляет 947 га. Территория сельского поселения «Село Новоильиновка» входит в континентально-муссоную климатическую область, с ясной, сухой холодной зимой и пасмурным дождливым летом. Зима продолжительная, более 5 месяцев. Весна затяжная, прохладная. Осень теплая и относительно сухая.
Сельское поселение достаточно обеспечено поверхностными и подземными водными ресурсами, являющихся частью Среднеамурского артезианского бассейна, имеются мелкие речки. Население обеспечено питьевой водой за счет четырёх колодцев.
Рыбные запасы речек и озёр представлены мелкими особями ленка, хариуса. В р. Амур обитает калуга, осетр, желтощёк, наиболее распространены частиковые породы рыб — сазан, щука, сом, карась, чебак, проходящие на нерест летняя и осенняя кета, минога.

## История
Село Новоильиновка основано в 1908 году братьями Григорьевыми. На место будущего села в Ильин день прибыли переселенцы из села Новопокровка Амурской области.
Первыми переселенцами были братья Григорьевы: Ананий, Иван, Федор, Севастьян и Мисаил. Братья Григорьевы облюбовали на берегу могучей дальневосточной реки понравившееся место для будущего поселка. Работящие мужики быстро построили дома для своих семей, которые прибыли сюда к Ильину дню. Привёз их известный по всему Амуру купец Каратаев, владелец небольшого парохода. На 1911 год в селе проживало 96 человек, из них 52 мужчины и 44 женщины.
В 1924 году был образован Новоильиновский сельский совет Нижнетамбовского района Хабаровского уезда. Поселок стал быстро разрастаться.
В 1932 году в селе был организован рыболовецкий колхоз «Красный рыбак», в 1933 году он получил переходящее Красное Знамя за достижение успехов в хозяйственной жизни. В селе была построена больница, детские ясли, клуб, работала электростанция.
На 1 января 1942 года в колхозе числилось 60 дворов с населением 302 человека, 13 человек в 1941 году было призвано в армию. Колхозники занимались рыболовством, выращивали овощи, овес, занимались животноводством (25 голов крупного рогатого скота и 32 лошади).
В 2005 году по решению схода граждан села на берегу реки Амур основателям села Новоильиновка братьям Григорьевым установлен памятный знак.
В настоящее время в селе работают почтовое отделение связи, дом культуры, библиотека, фельдшерско-акушерский пункт, два магазина, дизельная электростанция. Имеется телефонная связь. Село подключено к автономной системе электроснабжения.

## Население
| 1992 | 2002 | 2010 | 2011 | 2012 | 2013 | 2014 |
| ---- | ---- | ---- | ---- | ---- | ---- | ---- |
| 144  | ↘129 | ↘86  | ↗87  | ↘82  | ↘75  | ↘68  |
| 2015 | 2016 | 2017 | 2018 | 2019 | 2020 | 2021 |
| ↘59  | ↗61  | ↘56  | ↘52  | ↗53  | ↗60  | ↗67  |

Численность постоянного населения сельского поселения на начало 2012 года составляет 117 человек. По сравнению с 2011 годом численность уменьшилась на 9,5 %. В поселении проживает 40 семей, средний размер семьи составляет 2 человека.